# Isanthrene profusa
Isanthrene profusa là một loài bướm đêm thuộc phân họ Arctiinae, họ Erebidae.